# Casa Matamala (Palamós)
La casa Matamala és un edifici de Palamós (Baix Empordà) inclòs a l'Inventari del Patrimoni Arquitectònic de Catalunya. L'any 1935 l'arquitecte barceloní, Josep Pellicer, construeix una casa a la Fosca per encàrrec del Sr. Josep Matamala de Palamós. L'edifici s'inscriu dins el racionalisme proposat pel GATCPAC. El propietari presenta l'obra al concurs anual organitzat per la Cambra de la Propietat Urbana, presidia per Ferran Casadevall i Rosés. Obté el segon premi, d'entre els nou aspirants, consistent en 400 ptes., una placa de bronze i un diploma acreditatiu (02/02/1936). Els mèrits al·legats pel jurat són "les condicions artístiques, sanitàries i de visualitat externa, i tipus econòmiques de la casa". L'edifici s'ha reformat, substituint els antics tancaments de fusta per uns de nous.
La casa es construeix aprofitant el pendent del terreny. A nivell del carrer hi ha el garatge, amb murs atalussats de contenció i fonaments de formigó, cobert amb volta d'arc carpanell, i a l'esquerra l'escala que dona accés a la terrassa. La planta baixa té a la dreta el menjador-sala d'estar, amb un finestral cara a mar, una petita cuina, habitacions i els serveis. Al pis superior cal pujar-hi per una escala exterior que porta a un petit terrat i a les dues habitacions sobre la sala. La coberta és plana de 3 gruixos de rajola borda i una capa d'aglomerat de suro. Està coronat per una cornisa negra. La barana de les terrasses i l'escala és de doble tub de ferro. A la part posterior s'obre el jardí al fons del qual hi ha una petita construcció que fa de safareig. A la façana hi ha una placa de bronze on es llegeix: "Cámara Oficial Propiedad Urbana de la Provincia de Gerona. Edificio Premiado. Año 1935."